# اللاسلطوية في كوبا
كان للاسلطوية في كوبا، بوصفها حركة اجتماعية، تأثير كبير على الطبقات العاملة خلال القرن التاسع عشر وأوائل القرن العشرين. قويت الحركة بشكل خاص بعد إلغاء الرق عام 1886 م، إلى أن تعرضت للقمع لأول مرة في عام 1925 م على يد الرئيس جيراردو ماشادو، وعلى نحو أكبر على يد حكومة فيدل كاسترو الماركسية اللينينية في أعقاب الثورة الكوبية في أواخر خمسينات القرن العشرين. اتخذت الأناركية الكوبية، بصفة رئيسية، شكل الأناركية الجماعية على أساس أعمال ميخائيل باكونين، واتخذت، في وقت لاحق، شكل الأناركية النقابية. تأثرت الحركة العمالية في أمريكا اللاتينية، وبالتالي الحركة العمالية الكوبية، بالأناركية أكثر من الماركسية.

## نبذة تاريخية

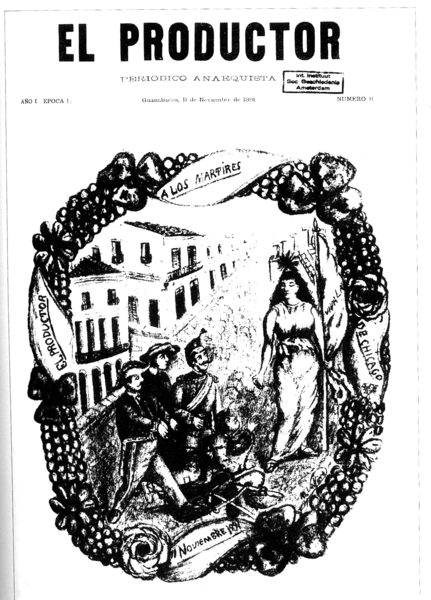
اللاسلطوية في كوبا

### الحقبة الاستعمارية
كان المجتمع الكوبي، في منتصف القرن التاسع عشر، طبقيًا للغاية، يتكون من طبقة الكريول الإسبانية الحاكمة، مالكي مزارع التبغ والسكر والبن، وطبقة متوسطة من عمال المزارع السود والإسبان وطبقة دنيا من العبيد السود. كانت الطبقات العليا في المجتمع منقسمة بشدة بين الكريول والإسبان (المعروفين بشبه الجزيريين)، حيث استفاد الإسبان استفادة كبيرة من النظام الاستعماري. كانت كوبا مستعمرة لإسبانيا، على الرغم من وجود حركات للاستقلال، وحركات للاندماج مع الولايات المتحدة، وأخرى للاندماج مع إسبانيا. تواجدت جذور الأناركية لأول مرة في عام 1857، مع تأسيس جماعة برودونية تبادلية. أسس ساتورنينو مارتينيز (أستوري هاجر إلى كوبا)، بعد أن اطلعه خوسيه دي جيسوس ماركيز على أفكار بيير جوزيف برودون، صحيفة لا أورورا الدورية في عام 1865. تناولت الصحيفة، بتوجهها إلى العاملين في مجال التبغ، الدعوات المبكرة لإنشاء الجمعيات التعاونية في كوبا. كان من بين المتمردين ضد إسبانيا، بحلول حرب السنوات العشر، مغتربون من كومونة باريس وآخرون تأثروا ببرودون، بمن فيهم سلفادور سيسنيروس بيتنكورت وفيسنتي غارسيا.

### أوائل القرن العشرين
كان العديد من الأناركيين، بعد الحرب الإسبانية الأمريكية، التي أعطت كوبا استقلالها عن إسبانيا، غير راضين عن الظروف التي استمرت بعد الاستقلال. أشاروا إلى الظروف التي كرستها الحكومة الجديدة، كقمع الحركات العمالية، والاحتلال الأميركي، ونظام المدارس. أعاد العمال الأناركيون تنظيم أنفسهم، بحلول عام 1899، تحت راية تحالف العمال. اعتُقل خمسة من منظمي المجموعات، بحلول سبتمبر من هذا العام، بعد إضراب عمال البناء الذي امتد ليشمل جميع نواحي تجارة البناء. زار المنظم الأناركي إيريكو مالاتيستا كوبا في هذا الوقت، وألقى خطبًا، وعقد مقابلات مع العديد من الصحف، ولكن سرعان ما منعه الحاكم المدني إميليو نونيز من إجراء المزيد منها. بدأ الأناركيون وغيرهم من منظمي العمل، في فترة سنة 1902-1903، في إنشاء تنظيم نقابي لصناعة السكر، أكبر صناعة في كوبا. لكن استجاب الملاك سريعًا، وقُتل عاملان، ولم يجر البت في قضايا الجرائم مطلقًا.
ركز كذلك الناشطون الأناركيون الكثير من طاقتهم على إعداد المجتمع للثورة الاجتماعية من خلال التعليم. أدار الأناركيون مدارس للأطفال تتعارض مع المدارس الكاثوليكية والمدارس العامة، معتقدين أن المدارس الدينية تمثل عقبة بالنسبة لأفكارهم عن الحرية، وأن المدارس العامة كانت تُستخدم في كثير من الأحيان لغرس أفكار «القومية الوطنية» وتثبيط الفكر الحر لدى الأطفال. ندد الكتاب في أعداد صحيفة تييرا، صحيفة أناركية أسبوعية (نُشرت منذ عام 1899 حتى عام 1915، وأصدرت أكثر من 600 عدد)، مطالبة المدارس العامة بالولاء للعلم الكوبي، وشجعوا تعليم الأطفال على أن العلم كان رمزًا «للعقلانية المغلقة والانقسام». زعم الأناركيون أن الطلاب الملتحقين بهذه المدارس كانوا «وقودًا للمدافع» في الصراع بين زعماء الحزب الليبرالي وحزب المحافظين في عام 1906، ما دفع الولايات المتحدة إلى التدخل واحتلال كوبا حتى عام 1909. لم تبدأ المدارس في اتخاذ طابع تقليدي إلا في عام 1906، رغم إدارة الأناركيين للمدارس منذ إنشائهم مدرسة دائرة العمال. تناول الأناركيون في بياناتهم الرسمية، المنشورة عام 1908، في أعداد صحيفة تييرا ولا فوس ديل دبيندنتي، الدعوة إلى إنشاء مدارس على غرار مدرسة فرانسيسك فيرير الحديثة.